# Campylium creperum
Campylium creperum là một loài rêu trong họ Amblystegiaceae. Loài này được Mitt. Broth. mô tả khoa học đầu tiên năm 1908.